# 鼠尾草叶荆芥
鼠尾草叶荆芥（学名：Nepeta salviifolia）为唇形科荆芥属下的一个种。

## 扩展阅读
- 維基物種上的相關：鼠尾草叶荆芥